# Bipolaris
Bipolaris Shoemaker – rodzaj grzybów workowych z klasy Dothideomycetes.

## Charakterystyka
Do rodzaju Bipolaris należy ponad 70 gatunków. Przeważnie są to patogeny zbóż i innych roślin z rodziny traw. Występują głównie w klimacie umiarkowanym.
Grzyby mikroskopijne. Konidiofory brunatne, proste, nierozgałęzione, górą zwykle kolankowato zagięte. Wyrastają pojedynczo z grzybni rozrastającej się w tkankach porażonych roślin. Ich komórki konidiotwórcze mają przeważnie po kilka punktów tworzenia konidiów. Konidia powstają sukcesywnie, sympodialnie, zwykle pojedynczo. Są brunatne, wrzecionowate, proste lub wygięte i kilkukomórkowe. Pierwsza distosepta (poprzeczna przegroda) tworzy się w środku konidium, lub w pobliżu, druga przy podstawie, trzecia przy wierzchołku. Konidia kiełkują przeważnie jedną, lub obydwiema komórkami biegunowymi.
Wśród roślin uprawnych w Polsce gatunki należące do rodzaju Bipolaris wywołują choroby:czarna zgorzelowa plamistość irysa, helmintosporioza liści kukurydzy, helmintosporioza traw, plamistość liści palm, zgnilizna kaktusów.

## Systematyka i nazewnictwo
Pozycja w klasyfikacji według Index Fungorum: Pleosporaceae, Pleosporales, Pleosporomycetidae, Dothideomycetes, Pezizomycotina, Ascomycota, Fungi.
Synonimy: Cochliobolus Drechsler 1934, Pseudocochliobolus Tsuda, Ueyama & Nishih. 1978.
Niektóre gatunki:
- Bipolaris oryzae (Breda de Haan) Shoemaker 1959
- Bipolaris sorokiniana Shoemaker 1959
- Bipolaris victoriae (F. Meehan & H.C. Murphy) Shoemaker 1959
- Bipolaris zeicola (G.L. Stout) Shoemaker 1959

Nazwy gatunków pochodzą od anamorf. Teleomorfy zaliczane były do rodzaju Cochliobolus (obecnie to synonimy).